# Gjerstad (stacja kolejowa)
Gierstad – stacja kolejowa w Gierstad, w regionie Agder w Norwegii, jest oddalona od Oslo Sentralstasjon o 237,05 km. Jest położona na wysokości 36,6 m n.p.m.

## Ruch dalekobieżny
Leży na linii Sørlandsbanen. Jest stacją obsługującą dalekobieżne połączenia z południowo-zachodnią i południową częścią kraju. Stacja przyjmuje sześć par połączeń dziennie do Kristiansand, Arendal i Stavanger.

## Obsługa pasażerów
Poczekalnia,  parking na 25 miejsc, parking dla rowerów, ułatwienia dla niepełnosprawnych. Odprawa podróżnych odbywa się w pociągu.